# New London (New Hampshire)
Pour les articles homonymes, voir New London.
New London est une municipalité américaine située dans le comté de Merrimack au New Hampshire. Selon le recensement de 2010, sa population est de 4 397 habitants dont 1 415 à New London CDP.

## Géographie
La municipalité s'étend sur 25,57 milles carrés (66,23 km2), dont 3,08 milles carrés (7,98 km2) d'étendues d'eau.

## Histoire
La localité est fondée en 1753. Elle s'appelle alors Heidelberg ou Hiddleburg, probablement en référence à la visite du roi George II dans ses possessions allemandes. Elle adopte le nom d'Alexandria Addition en 1773 et devient une municipalité en 1779 sous le nom de New Londonderry, plus tard raccourci en New London.